# مؤتمن

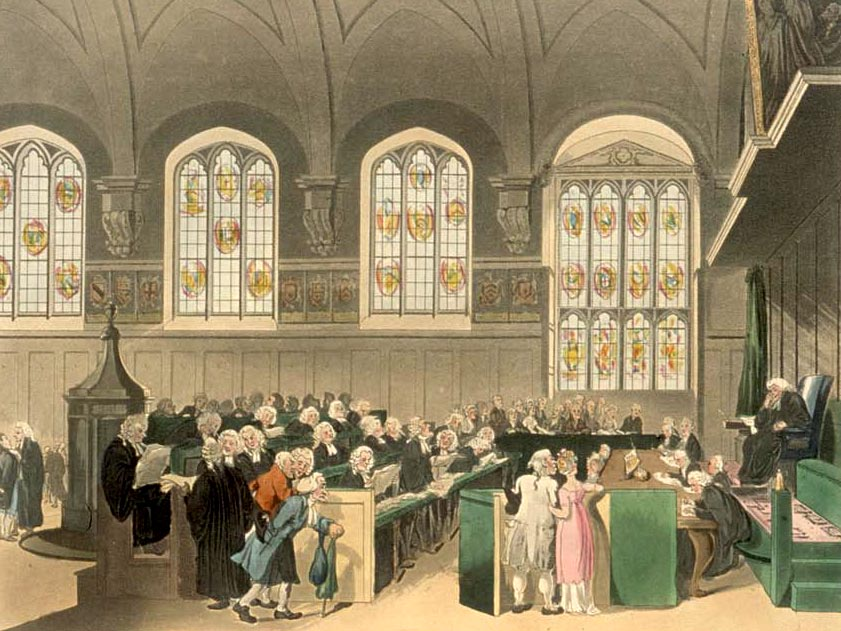

المؤتمن أو الأمين (بالإنجليزية: fiduciary)‏ هو من اسندت إليه مهمة ائتمانية بمقتضى القانون أو بمقتضى علاقة عرفية مبنية على الثقة به وعلى أمانته. يُمنح المؤتمن الحق على أملاك شخص آخر أو أملاك جماعة، ويكون له الحق في أن ينوب عنهم. فعلى سبيل المثال، يمكن ائتمان موظف في مصرف يقوم بمهمة الموثوق به على استثمار أموال مستثمرين. تتطلب هذه المهمة أو المهنة أن تكون الأفعال المهنية للمؤتمن دائما في رعاية مصلحة الآخرين مع الإخلاص لهم في أداء العمل.

## اقرأ أيضًا
- تأمين
- تأمين على الحياة
- تأمين ضد البطالة
- تعويضات البطالة
- صاحب بوليصة تأمين
- ضمان أمانة
- قوة قاهرة
- التزام قانوني
- ارتكاب فعل ضار